# Примарет
Примаретт (фр. Primarette) — коммуна во Франции, находится в регионе Рона — Альпы. Департамент коммуны — Изер. Входит в состав кантона Борепер. Округ коммуны — Вьенн.
Код INSEE коммуны — 38324. Население коммуны на 1999 год составляло 620 человек. Населённый пункт находится на высоте от 300  до 485  метров над уровнем моря. Муниципалитет расположен на расстоянии около 440 км юго-восточнее Парижа, 45 км южнее Лиона, 60 км северо-западнее Гренобля. Мэр коммуны — Angéline APPRIEUX, мандат действует на протяжении 2008—2014 гг.
Динамика населения (INSEE):